# Falácia da janela quebrada

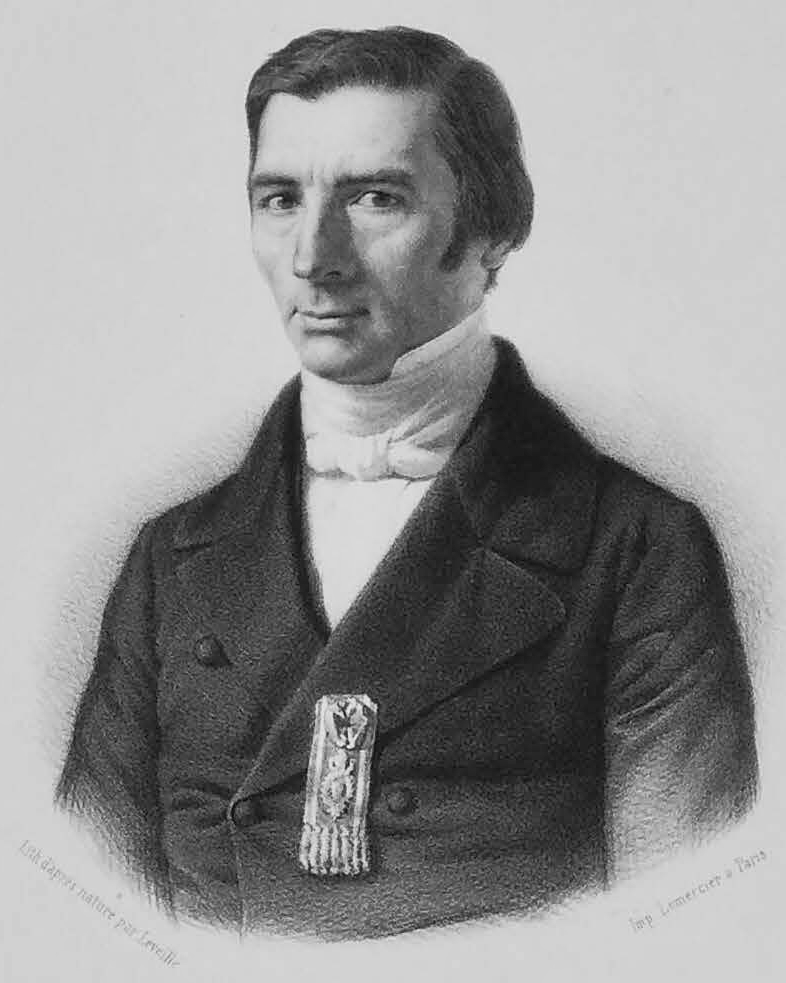
Frédéric Bastiat (1801-1850)

Em Economia, a falácia da janela quebrada é um paradoxo criado pelo economista francês  Frédéric Bastiat para ilustrar porque destruição, e o dinheiro gasto para se recuperar da destruição, não é realmente um benefício líquido para a sociedade.